# گیاه‌پارچ ثورلی
گیاه‌پارچ ثورلی (نام علمی: Nepenthes thorelii)، یک گونه از سرده گیاه‌پارچ‌ها است.